# Равновесие
Вижте пояснителната страница за други значения на Равновесие.
Равновесие или още баланс е понятие както в хуманитарните, така и в естествените науки за означаване на състояние на дадена система. Системата се счита в равновесие ако в нея отсъстват взаимодействия или те се уравновесяват (балансират, компенсират, погасяват) взаимно. Донякъде сродно понятие е устойчивост на системата. Има широк спектър от най-различни видове равновесие, изследвани в отделни науки.

## Видове равновесие
- Равновесие на тялото – устойчиво положение на тялото (виж Вестибуларен апарат).

- Хомеостаза – свойство на една отворена система, особено на живите организми, да регулира вътрешната си среда така, че да поддържа стабилно, постоянно състояние, чрез многобройни корекции на динамичното равновесие, управлявани от взаимосвързани регулаторни механизми. Примери за хомеостаза: регулация на телесната температура, баланс между киселинност и алкалност pH и други.

- Точково равновесие – теория в еволюционната биология, според която повечето видове, които се размножават полово, претърпяват малки промени през по-голямата част от своята геоложка история. Когато настъпи фенотипна еволюция, тя се ограничава до редки и бързопротичащи процеси на видообразуване

- Хидростатично равновесие – състояние, при което определен обем от даден флуид се намира в покой или движение с постоянна скорост. То възниква, когато налягането в резултат на гравитацията се уравновеси от градиента на налягането по направлението на гравитационните сили. Например градиентът на налягането пречи на гравитацията да свие земната атмосфера до тънка плътна обвивка, а гравитацията не позволява на градиента на налягането да разпръсне атмосферата в космоса.

- Механично равновесие – състояние на дадена система, при което сумата от всички сили, действащи на дадено тяло е нула, както и сумата на всички въртящи моменти също е нула.

- Химично равновесие – състояние на химичната реакция, при което скоростите на правата и на обратната реакция се изравняват, а концентрациите на реагиращите вещества остават постоянни за неопределено дълго време.

- Термодинамично равновесие – дадена термодинамична система е в термодинамично равновесие, ако е едновременно в термично, механично и химично равновесие

- Икономическо равновесие (също и пазарно равновесие) – състояние, при което икономическите сили са балансирани и при липса на външни влияния равновесните стойности на икономическите параметри не се променят. Това например е точката, при която търсенето и предлагането са равни.

- Екологично равновесие – състояние на функциониране на всички хранителни вериги в системата, при което няма каламитет на едни видове и изчезване на други.